# 1601 en littérature
| Années de la littérature : 1598 - 1599 - 1600 - 1601 - 1602 - 1603 - 1604    |
| Décennies de la littérature : 1570 - 1580 - 1590 - 1600 - 1610 - 1620 - 1630 |

Cet article présente les faits marquants de l'année 1601 en littérature.

## Évènements
- 7 février : Richard II pièce de  Shakespeare  est représentée au Théâtre du Globe à Londres par les Lord Chamberlain's Men à la veille de la conspiration d'Essex. Le complot échoue et l'acteur Augustine Phillips est convoqué devant le Conseil privé le 18 février pour s'expliquer[1].

- Date probable de la composition de La Nuit des rois, comédie de Shakespeare (représentée en 1602)[2].

## Parutions
- 9 janvier : Antoine de Montchrestien obtient l'autorisation de publier à Rouen chez Jean Petit cinq tragédies : L'Écossaise, La Carthaginoise ou la liberté (Sophonisbe), Les Lacènes, David, Aman, avec le poème de Suzanne ou la Chasteté etc[3].
- 6 février : achevé d'imprimer de Discours chrétiens de Pierre Charron chez Simon Millanges à Bordeaux[4].
- 30 juin : achevé d'imprimer De la sagesse, traité de Pierre Charron chez Simon Millanges à Bordeaux[4].
- 16 août : Metempsychosis, The Progress of the Soul (« Métempsycose, Le Progrès de l’âme »), poème religieux de John Donne[5].
- 21 décembre  : The Poetaster (« Le Poétereau »),  pièce de théâtre satirique de Ben Jonson est inscrite au registre des Libraires[6].

- Première édition en français des œuvres complètes de Thérèse d'Avila (contenant Le Livre de la vie, le Chemin de perfection, le Château intérieur), traduites par Jean de Quintanadoine de Brétigny, publiés à Paris chez La Noue[7].

- Nicolas Barnaud, De Occulta philosophia, Leyde, Thomas Basson, 1601 (présentation en ligne).

- Amours infortunées de Doris, anonyme (par F.F.D.R pour François Fouet de Rouen), est publié chez Matthieu Guillemot[8].
- The Phoenix and the Turtle, essai poétique de William Shakespeare publié par Edward Blount[9].

- Publication à Paris chez François Huby de la tragédie Achab de Roland de Marcé[10].
- Publication à Londres de Love's Metamorphosis (« La Métamorphose de l'amour »), drame pastoral de John Lyly (enregistrée au registre des Libraires le 25 novembre 1600 par William Wood)[11].

## Naissances
- 8 janvier : Baltasar Gracián
- 22 août : Georges de Scudéry, écrivain français, académicien français (fauteuil 32) († 1667)
- 31 août : Guy Patin (ou Gui Patin), médecin et un homme de lettres français († 1672).
- François L'Hermite, sieur du Soliers dit Tristan L'Hermite, poète et dramaturge français († 1655).

## Décès
- 11 janvier : Scipione Ammirato, historien italien († en 1531)
- Sahabi Astarabadi (en), poète persan